# Kaspar Tobritsch
Kaspar Tobritsch (* etwa 1444 in Ingolstadt; †  3. Juni 1511) war ein deutscher Bischof und Weihbischof in Eichstätt.
Tobritsch wurde 1476 zum Priester für das Bistum Eichstätt geweiht und wurde am 27. April 1476 zum Titularbischof von Microcomien und Weihbischof in Eichstätt ernannt. Am 7. Oktober 1498 wurde er von Gabriel von Eyb, Bischof von Eichstätt, mit Assistent von Johann Schlecht, Weihbischof in Regensburg und Johann Kerer, Weihbischof in Augsburg, zum Bischof geweiht. Er assistierte bei der Weihe von Veit I. Truchseß von Pommersfelden, Heinrich von Lichtenau, Georg III. Schenk von Limpurg und Philipp von der Pfalz.